# Euphaedra mambili
Euphaedra mambili es una especie de  mariposa, de la familia Nymphalidae, subfamilia Limenitidinae, tribu Adoliadini. Hay dudas acerca de su adscripción a un subgénero (Incertae sedis).

## Localización
Esta especie de mariposa se distribuye por Nigeria, Camerún y República del Congo,  (África).